# مين جي هيون
مين جي هيون (ولدت 6 نوفمبر 1984) هي ممثلة من كوريا الجنوبية.

## روابط خارجية
مين جي هيون على موقع IMDb (الإنجليزية)